# Gui de Joigny
Gui de Joigny (né vers 1085 † vers 1150) est comte de Joigny, en Champagne. Il est probablement le fils de Renard II de Joigny, Comte de Joigny, et de Vaindemonde de Courtenay, fille de Jocelin de Courtenay et d'Hildegarde de Château-Landon.

## Biographie
Il devient comte de Joigny à la mort de son père après 1096.
Il fait partie des seigneurs à qui le pape Eugène III recommande en l'an 1145 , l'abbaye de Vézelay, pour accommoder ses différents avec le comte de Nevers.
En 1147, il accompagne le roi Louis le Jeune à la deuxième Croisade avec son neveu Renard IV de Joigny. Il est de retour sur ses terres vers 1150 et meurt peu de temps après sans laisser de postérité, et lègue le comté à son frère Renard III de Joigny.
Le nécrologe du prieuré de Joigny, où il eut sa sépulture, le met au nombre des bienfaiteurs de ce monastère.

## Mariage et enfants
Il n'a pas d'épouse ni de postérité connus.

## Sources
- Marie Henry d'Arbois de Jubainville, Histoire des Ducs et Comtes de Champagne, 1865.
- l'abbé Carlier, Notice sur les comtes de Joigny, 1862.
- Ambroise Challe, Histoire de la ville et du comté de Joigny, 1882.